# Pandanwangi (Soko)
Pandanwangi is een bestuurslaag in het regentschap Tuban van de provincie Oost-Java, Indonesië. Pandanwangi telt 2733 inwoners (volkstelling 2010).